# Fruta Conquerors Football Club
O Fruta Conquerors Football Club é um clube de futebol guianês situado em Georgetown (Guiana). O nome do clube é devido ao seu patrocinador, a marca de bebidas Fruta, da Guyana Beverages.
Fundado em 1982, o clube foi campeão nacional em 3 temporadas, sendo a mais recente no ano de 2019.
No futebol feminino, foi campeão na temporada 2019-20 e vice-campeão em 2023.

## Títulos

### Nacionais
- Campeonato Guianense
  - Campeão (2): 2000–01, 2017-18, 2019

## Ligações Externas
- Conquerors FC - Partidas recentes